# Luperina amaliae
Luperina amaliae là một loài bướm đêm trong họ Noctuidae.